# جون كامبل (كاتب)
كان جون وود كامبل جونيور(بالإنجليزية: John W. Campbell) (8 يونيو 1910 – 11 يوليو 1971) كاتب قصص خيال علمي ومحرر أمريكي. كان محررًا لدورية قصص الخيال العلمي المدهشة (سُميت لاحقًا: الخيال العلمي التناظري والواقع) من أواخر عام 1937 حتى وفاته وكان جزءًا من العصر الذهبي للخيال العلمي. كتب كامبل قصص أوبرا الفضاء بأسلوب العلم الخارق تحت اسمه الشخصي وقصص أخرى تحت اسمه المستعار الأساسي، دون إيه. ستيوارت. استخدم كامبل أيضًا الاسمين كارل فان كامبن وآرثر ماكان كأسماء قلمية (أو مستعارة). صُوّرت روايته من يذهب إلى هناك؟ إلى عدة أفلام وهي: ذلك الشيء من العالم الآخر (1951)، والشيء (1982)، والشيء (2011).
بدأ كامبل بكتابة قصص الخيال العلمي في سن 18 أثناء دراسته بمعهد ماساتشوستس للتكنولوجيا. نشر ست قصص قصيرة ورواية واحدة وستة مكاتيب في مجلة الخيال العلمي قصص مذهلة من عام 1930 إلى عام 1931. أسست هذه الأعمال سمعة كامبل ككاتب لمغامرات الفضاء. في عام 1934 كتب تحت اسم دون إيه. ستيوارت وذلك حين بدأ بكتابة قصص بنمط مختلف. من عام 1930 حتى الجزء الأخير من العقد، كان كامبل غزير الإنتاج وناجحًا تحت الاسمين، إلا أنه توقف عن كتابة قصص الخيال بعد وقت قصير من استلامه تحرير دورية قصص الخيال العلمي المدهشة عام 1937.
يجري تذكر كامبل اليوم بالدرجة الأولى بأنه محرر دورية قصص الخيال العلمي المدهشة (سُميت لاحقًا الخيال العلمي التناظري والواقع) من أواخر 1937 حتى وفاته. أيضًا، في عام 1939، بدأ كامبل بتحرير مجلة مجهول الخيالية، إلا أنها أُلغيت بعد أربع سنوات فقط. كتبت موسوعة الخيال العلمي مُشيرةً إلى الوقت الذي أمضاه كمحرر: «ساعد على تشكيل الخيال العلمي المعاصر، أكثر من أي شخص آخر». دعا إسحق عظيموف (آيزك أسيموف) كامبل بأنه «أقوى قوة في الخيال العلمي على الإطلاق» وقال إنه «هيمن في أول عشر سنوات من عمله كمحرر على المجال بشكل كامل». في كفاءته كمحرر، نشر كامبل بعضًا من الأعمال الأولى، وساعد في تشكيل بدايات مهنة كل مؤلف خيال علمي مهم تقريبًا بين 1938 و1946، من ضمنهم روبرت إيه. هيينلين، ثيودور ستورجيون وإسحق عظيموف وآرثر سي. كلارك.
لاحقًا، نفّر الاهتمام الكبير المتزايد بالعلم الزائف كامبل من عظيموف. أيضًا، في بداية ستينيات القرن العشرين، سبّبت مقالات كامبل الجدلية الداعمة للتفرقة، وتصريحات وكتابات أخرى حول العبودية والعرق، في إبعاده عن العديد من الأشخاص في مجتمع الخيال العلمي. ومع ذلك، ظل كامبل شخصية مهمة في مجال الخيال العلمي وظل ينشر حتى وفاته. تقاسم كامبل ومجلة قصص الخيال العلمي المدهشة واحدة من جوائز هوغو الأولى مع إتش. إل. غولد ومجلة غالاكسي في مؤتمر الخيال العلمي العالمي لعام 1953. لاحقًا، فاز كامبل ومجلة قصص الخيال العلمي المدهشة بجائزة هوغو عن فئة أفضل مجلة احترافية لسبع مرات.
بعد وفاته بوقت قصير عام 1971، أسس برنامج الخيال العلمي في جامعة كانساس جائزة الذكرى السنوية لجون دبليو. كامبل لأفضل رواية خيال علمي وأعادت تسمية مؤتمرها السنوي بمؤتمر كامبل على اسمه أيضًا. أحدث مجتمع الخيال العلمي العالمي جائزة جون دبليو. كامبل السنوية لأفضل كاتب جديد، أُعيد تسميتها الجائزة المذهلة لأفضل كاتب جديد. نصّب متحف الخيال العلمي وقاعة المشاهير الخيالية كامبل عام 1996، في فصلها الافتتاحي الذي تُكرّم فيه شخصين راحلين وشخصين حيين.

## التعليم
تعلم في جامعة ديوك.

## جوائز
حصل على جوائز منها:
- Retro Hugo Award ‏.

## وصلات خارجية
- جون كامبل على موقع IMDb (الإنجليزية)
- جون كامبل على موقع الموسوعة البريطانية (الإنجليزية)
- جون كامبل على موقع إن إن دي بي (الإنجليزية)

- جون كامبل في قاعدة بيانات الأفلام على الإنترنت